# Arnaud Delalande
Pour les articles homonymes, voir Delalande.
Arnaud Delalande, né en 1971 à Herblay-sur-Seine, est un écrivain et scénariste de bande dessinée et de cinéma français.

## Biographie

### Études et premiers écrits
Après une enfance à Herblay et des études à Pontoise, une hypokhâgne et une khâgne aux lycées Chaptal et Victor Duruy (Paris), puis une licence d’histoire, il est diplômé de l’Institut d'études politiques de Paris en 1994. Repéré par l’éditrice Françoise Verny, il publie son premier roman en 1998 à 26 ans, Notre-Dame sous la Terre (éditions Grasset),.
Le roman va se vendre à environ 10 000 exemplaires et être traduit en différentes langues. Il reçoit le prix Evasion des Relais H 1998  (aujourd'hui prix Relay du Roman d’évasion) , le prix Charles-Oulmont de la Fondation de France et le prix du Rotary Club 1999.

### Ecrivain
En 2002, il publie L’Église de Satan: Le Roman des Cathares, l’épopée d’un jeune troubadour au temps des Cathares et des débuts de l’Inquisition. C’est ensuite un thriller sur la destinée d’un violon qui sème la mort autour de lui, La Musique des morts (Grasset, 2003). En 2007, paraît chez Robert Laffont le thriller La Lance de la destinée, un livre qui questionne sur les dangers de la manipulation génétique et qui est de nouveau traduit dans plusieurs pays.
En mars 2011, il publie Le Jardin des larmes,, récit contemporain relatant la destinée entrecroisée de deux humanitaires en quête de sens et confrontés au chaos : l'un se voit plongée dans les premiers jours du génocide rwandais, tandis que l'autre fait face aux conséquences du tsunami de 2004 sur les côtes du Sri Lanka. Le Piège de Lovecraft, en 2014, thriller inspiré de l'œuvre de H. P. Lovecraft  où l’on suit la lente plongée d’un étudiant au cœur de la folie, reçoit le Prix Masterton du roman fantastique francophone 2015 . En janvier 2021 il publie Memory, thriller contemporain ayant pour sujet une enquête sur des patients atteints d'amnésie antérograde, aux éditions du Cherche-Midi.
Mais c’est surtout la saga Viravolta, l’Orchidée Noire, publiée entre-temps, qui lui permet de se consacrer pleinement à l’écriture. Avec Le Piège de Dante (Grasset, 2006), commence en effet une série historique qui rencontre un vif succès, notamment à l'étranger. Dans le premier opus, Pietro Viravolta, dit l’Orchidée Noire, agent secret dans la Venise du XVIIIe siècle, enquête sur un tueur en série dont les meurtres s’inspirent des différents Cercles de L’Enfer de Dante. Dans Les Fables de sang en 2009, l’Orchidée Noire traque à Versailles un assassin qui signe ses meurtres de Fables de La Fontaine . Avec Notre espion en Amérique (2013) , Viravolta part en compagnie de La Fayette conduire la guerre d’Indépendance américaine aux côtés de George Washington, avant de traverser la Révolution française dans les deux tomes Révolution 1 : Le Cœur du Roi et Révolution 2 : Le Sang du Roi, en 2017.
En 2024, il publie chez Robert Laffont Le Testament du Chevalier, dans le cadre du projet de sauvegarde et de promotion du patrimoine normand initié par la région Normandie et la ville médiévale de Domfront-en-Poiraie : revisitant une histoire éternelle. il y retrouve l'héroïne de son premier roman, Judith Guillemarche, qui, à partir de parchemins inestimables hérités de Chrétien de Troyes, se lance en quête du Graal.

### Scénariste BD
Scénariste de bandes dessinées, Arnaud Delalande signe une soixantaine de scénarios, seul ou en collaboration (cf infra), pour des séries telles que Codex Sinaïticus, Le Dernier Cathare (adaptée de son roman L’Église de Satan), Surcouf, Aliénor, et pour des one-shot comme Les Explorateurs de la Bible, biopics comme Le Cas Alan Turing, Après la Rafle, Une histoire vraie, avec Joseph Weismann, Le dernier témoin d'Oradour-sur-Glane sur la vie de Robert Hébras, Musidora, ainsi que des diptyques tels que Cagliostro, Viravolta d'après ses romans ou La Jeunesse de Staline, bandes dessinées traduites en plusieurs langues et publiées dans divers pays. En 2019, il est co-scénariste de l'album Le travail m'a tué, avec Hubert Prolongeau, et Grégory Mardon (dessin) chez Futuropolis , directeur de la collection Face-à-Face aux éditions Robinson.

### Scénariste de cinéma et librettiste
Au cinéma, après une longue activité de script-doctoring, il collabore avec Fabrice Genestal, réalisateur de La Squale, au scénario de son film Krach (2010) avec Vahina Giocante, Gilles Lellouche et Michael Madsen. Il signe également le scénario de l’adaptation pour le cinéma du film d’Antoon Krings et Arnaud Bouron, Drôles de petites bêtes (2017), d’après la collection pour enfants d’Antoon Krings chez Gallimard Giboulées, film d’animation 3D présenté hors compétition au festival international d’Annecy 2017 et pré-sélectionné pour l'Oscar du meilleur film d'animation 2018. Il écrit le roman d’après le scénario du film (sortie roman et beau livre novembre 2017).
En musique, il est l’auteur du conte Philomène et les Ogres, sur une musique du compositeur David Chaillou (2011, Gallimard Giboulées), lu par Jean-Pierre Marielle et Agathe Natanson. Pour le même David Chaillou, et avec le metteur en scène et auteur Olivier Balazuc, il écrit l’histoire puis le livret de l'opéra Little Nemo, d’après l’univers de Little Nemo in Slumberland de Winsor McCay (création mondiale à Nantes en janvier 2017).
Parallèlement à son travail de romancier et de scénariste, Arnaud Delalande participe au milieu des années 1990 au développement d’une école de cinéma pour les professionnels du film, le CEFPF, où il est professeur en scénario (ateliers d’écriture, cours en dramaturgie), directeur adjoint, puis consultant. Il continue son activité d’enseignement en scénario, dramaturgie ou « storytelling » en 2017 à l’école "Les Mots", fondée par Philosophie Magazine, rue Dante à Paris.
Membre de la Société des auteurs de Normandie, fondée par André Castelot et Michel de Decker, et jusqu'en 2019 juré pour le prix Spiritualités d’aujourd’hui remis chaque année par le Centre Méditerranéen de Littérature, il est depuis 2009 parrain et membre du conseil d'administration de l’ONG Bibliothèques Sans Frontières (BSF), dont la mission est le soutien au développement durable par la diffusion du livre, l’émergence de projets et de structures culturelles locales dans les pays en développement (Haïti, Cameroun, Niger, Rwanda, République démocratique du Congo).

## Œuvres

### Romans

#### SagaViravolta, l'Orchidée Noire
- Le Piège de Dante (Grasset, 2006)
- Les Fables de sang (Grasset, 2009)
- Notre espion en Amérique (Grasset, 2013)
- Révolution 1 : Le Cœur du Roi (Grasset, 2017)
- Révolution 2 : Le Sang du Roi (Grasset, 2017)

#### Autres romans
- Notre-Dame sous la Terre (Grasset, 1998) - Lauréat des prix Relay 1998[16], prix du 1er roman de la ville de Ruffec, prix du Rotary Club[17] et prix Charles-Oulmont de la Fondation de France[18]
- L'Église de Satan: Le Roman des Cathares (Grasset, 2002) - Lauréat du Prix Jean-d'Heurs du roman historique 2002[réf. nécessaire]
- La Musique des morts (Grasset, 2003)
- La Lance de la destinée (Robert Laffont, 2007)
- Le Jardin des larmes (Grasset, 2011)
- Le Piège de Lovecraft (Grasset, 2014) [8] - Lauréat du prix Masterton du roman fantastique francophone 2015[9]
- Drôles de petites bêtes, le roman du film (2017), d’après le film et le scénario d’Antoon Krings et Arnaud Bouron, avec la participation de Christel Gonnard
- Memory (Cherche Midi, 2021, Pocket 2022)[19].
- Le Testament du Chevalier (Robert Laffont, 2024)[20],[21].

Contes
- La France par ses Contes : Contes de Normandie (Grasset, 2025).

### Bandes dessinées / Romans graphiques
- Codex Sinaïticus, 3 tomes (avec Yvon Bertorello, Alessio Lapo, Giuseppe Quatrocchi), Glénat, 2008, 2010, 2012
- Le Dernier Cathare, 4 tomes (avec Eric Lambert), 12 bis, Glénat, 2010 / 2015
- Surcouf, 4 tomes (avec Erick Surcouf, Guy Michel), 2010 / 2021
- Aliénor, la Légende noire, 6 tomes. (avec Simona Mogavino, Carlos Gomez) dans la collection Reines de sang (Delcourt, 2010 /2017)
- Cagliostro (scénario avec Hubert Prolongeau), dessin d'Alessio Lapo, couleurs d'Ikes, Delcourt, coll. « Histoire & Histoires »
  1. Pacte avec le Diable, 2013  (ISBN 978-2-7560-3289-4)
  2. La Cérémonie de l'ombre, 2016  (ISBN 978-2-7560-4988-5)
- Les Explorateurs de la Bible, one-shot (avec Yvon Bertorello, Alessio Lapo, Simona Mogavino) [22],[23], Glénat, 2015
- Le Cas Alan Turing, one-shot (avec Éric Liberge), éd. Les Arènes, 2015, Prix des Lycéens de la ville d' Hossegor 2016.
- La jeunesse de Staline (scénario avec Hubert Prolongeau), dessin et couleurs d'Éric Liberge, éd. Les Arènes
  1. Sosso, 2017 [14]  (ISBN 978-2-352-04592-2)
  2. Koba, 2017  (ISBN 978-2-352-04669-1)
- François, des Favelas au Trône de Saint-Pierre (avec Laurent Bidot, Yvon Bertorello) [24], 2018 (Mention spéciale du Jury au Prix International de la Bande-Dessinée chrétienne d'Angoulême 2019 [25], Prix européen de la BD chrétienne Gabriel 2019 [26])
- Viravolta, l'Orchidée Noire (2 tomes, avec Eric Lambert), Glénat, 2018 / 2019
- Le travail m'a tué (scénario, avec Hubert Prolongeau), dessin de Grégory Mardon, Futuropolis, 2019 [15]  (ISBN 978-2-7548-2468-2)
- Les Gardiens du Pape, la Garde Suisse Pontificale, avec Yvon Bertorello, Laurent Bidot, Artège, 2019
- Face-à-face, Hitler VS Staline, avec Hubert Prolongeau (co-scénariste) et Eduardo Ocaña (dessin), 2019 [27], Hachette, Robinson éditions
- Face-à-face, Jésus VS Pilate, avec Denis Gombert (coscénariste) et Manuel Garcia (dessin), 2020, Hachette, Robinson éditions, Mention Spéciale du Jury au Prix International de la Bande-Dessinée chrétienne d'Angoulême, 2020.[réf. nécessaire]
- Catherine de Médicis, la Reine maudite, 3 tomes (avec Simona Mogavino, Carlos Gomez) dans la collection Reines de sang (Delcourt, 2018 / 2020)
- Le Chevalier d'Eon, 3 tomes, avec Simona Mogavino, Alessio Lapo, Glénat, 2018-2022, tome 2 Prix Histoire 2019 au Festival International de la Bande-Dessinée d'Ajaccio[28] / Edition collector Les Sculpteurs de Bulles, 2025.
- Notre-Dame de Paris, La nuit du feu[29] , scénario d'Arnaud Delalande, avec le concours d'Yvon Bertorello et de Stéphane Bern, dessin Cédric Fernandez, Glénat, 2020.
- Whisky, one-shot, avec Stéphane Carrié (co-scénariste), et Stéphane Douay (dessinateur), Les Arènes, 2020.
- La Médaille Miraculeuse, les Apparitions de la Rue du Bac, dessin Salvo, Artège/Plein Vent, 2021.
- Arnaud Beltrame, le Don et l'Engagement, dessin Laurent Bidot, préface de Marielle Beltrame, Artège/Plein Vent, 2021[30].
- Après La Rafle, Une histoire vraie, avec Joseph Weismann, dessin de Laurent Bidot, Les Arènes, 2022, prix Melouah-Moliterni pour une création originale en faveur des Droits de l'Homme, Aubenas, 15ème Carrefour européen du 9ème Art et de l'Image ; Prix de l'Ordre National du Bleuet de France du Concours National de la Résistance et de la Déportation (CNRD), 2022, Prix Jeunesse des Galons de la BD du Ministère des Armées, 2023, Prix des Lycéens, apprentis et stagiaires de la Région Ile-de-France pour le Val-de-Marne, 2023.[réf. nécessaire] / Après la Rafle, une histoire vraie, nouvelle édition augmentée, Les Arènes, 2025.
- Musidora, Elle était une fois le cinéma, dessin et couleurs de Nicolas Puzenat, Robinson éditions, 2022.
- Fritz Lang le Maudit, dessin et couleurs d'Éric Liberge, Les Arènes, 2022.
- Les Trois Mousquetaires, d'après Alexandre Dumas, avec Hubert Prolongeau, dessin de Laurent Bidot, Plein Vent, 2023.
- Les Trois Mousquetaires, Vingt ans après, d'après Alexandre Dumas, avec Hubert Prolongeau, dessin de Fabio Bono, Plein Vent, 2023.
- Les Trois Mousquetaires, Le Vicomte de Bragelonne, d'après Alexandre Dumas, avec Hubert Prolongeau, dessin d'Alessio Lapo, Plein Vent, 2024.
- Rani Laskhmi Bai, la reine séditieuse, 3 tomes, avec Simona Mogavino, dessin de Carlos Gomez, Delcourt, 2023/2025.
- L'Odyssée de l'Espace, une histoire de la conquête spatiale, avec Eric Lambert, Les Arènes, 2024.
- Le Dernier Témoin d'Oradour-sur-Glane, l'histoire vraie de Robert Hébras, dessin de Laurent Bidot, couleurs de Marie-Odile Galopin, avec Agathe Hébras, HarperCollins, 2024, prix Jeunesse des Galons de la BD du Ministère des Armées[réf. nécessaire], 2025.
- L'Ange Pasolini, avec Denis Gombert, dessin d'Eric Liberge, Denoël Graphic, 2025.
- Monaco : L'Epopée des Grimaldi, avec Yvon Bertorello et Stéphane Bern, dessin de Cédric Fernandez, Glénat, 2025.
- Les Premiers Chrétiens, 2 tomes, dessin d'Andrea Riccadonna, Plein Vent, 2025.

### Cinéma, musique, autres
- Les Drôles de petites bêtes, d'Antoon Krings et Arnaud Bouron, scénario du film, avec Antoon Krings et Christel Gonnard, 2017.
- Little Nemo, opéra, livret, d'après "Little Nemo in Slumberland" de Winsor McCay, avec Olivier Balazuc, Musique David Chaillou (2017). Création mondiale Angers Nantes Opéra, 2017.
- Philomène et les Ogres, conte musical, lu par Jean-Pierre Marielle & Agathe Natanson, Gallimard Giboulées, Musique David Chaillou (2011).
- Les Mythes de Lovecraft, préface du collectif sous la direction de Jérôme Bouscaut, avec Alex Nikolavitch, Romain Estorc, Christophe Thill, Simon Cavalié, Samuel Tarapacki, Julien Pirou, Vincent Lelavechef, Nathalie Zema, Sandy Prou-Laujac et Bénédicte Coudière, Ynnis, 2022.